# Martin Riška
Martin Riška (* 18. Mai 1975 in Žilina) ist ein ehemaliger slowakischer Radrennfahrer.

## Werdegang
Bereits 1996 wurde Martin Riška erstmals Slowakischer Meister im Straßenrennen. Seine internationale Karriere begann er 1999 bei dem Radsportteam De Nardi-Pasta Montegrappa. 2000 vertrat er sein Land bei den Olympischen Sommerspielen in Sydney und belegte den 89. Platz im Straßenrennen. 2002 gewann er sein erstes Rennen, den Grand Prix Zts Dubnica und wurde erneut nationaler Meister im Straßenrennen. Den Titel verteidigte er 2003 und 2004 erfolgreich. 2003 belegte er bei der B-Weltmeisterschaft den zehnten Platz im Straßenrennen und siegte auf dem zweiten Teilstück bei The Paths of King Nikola und beim Grand Prix Pribram. 
Ab 2004 fuhr Riška bei dem tschechischen Continental Team PSK Whirlpool. Er nahm im gleichen Jahr auch am Straßenrennen der Olympischen Spiele in Athen teil und belegte den 68. Platz. 2005 konnte er den Grand Prix Bradlo für sich entscheiden und 2006 gewann er jeweils eine Etappe bei der Jadranska Magistrala und bei der Griechenland-Rundfahrt. Mit der Tour de Hongrie gewann er auch erstmals die Gesamtwertung einer Rundfahrt.
Im Jahr 2007 wechselte Riska zum österreichischen Continental Team SWIAG TEKA. Er gewann für SWIAG die erste Etappe der Baltyk-Karkonosze Tour  und führte fünf Tage die Gesamtwertung an. Zum Abschluss gewann er auch noch die Schlussetappe. Bei der slowakischen Meisterschaft wurde er seiner Favoritenrolle gerecht und eroberte zum fünften Mal den Meistertitel im Straßenrennen.
2008 wechselte Riška zum Team Gourmetfein Wels. Für sein neues Team konnte er international keine weiteren Einzelerfolge erringen, mit dem Team gewann er das Mannschaftszeitfahren der Sibiu Cycling Tour 2011. Nach der Saison 2011 beendete er im Alter von 36 Jahren seine Karriere als Radrennfahrer.

## Erfolge
1996
- Slowakischer Meister – Straßenrennen

2002
- eine Etappe Paths of King Nikola
- GP ZTS Dubnica nad Váhom
- Slowakischer Meister – Straßenrennen

2003
- eine Etappe Paths of King Nikola
- Grand Prix Pribram
- Slowakischer Meister – Straßenrennen

2004
- eine Etappe Slowakei-Rundfahrt
- Slowakischer Meister – Straßenrennen

2005
- Grand Prix Bradlo
- eine Etappe Slowakei-Rundfahrt

2006
- Gesamtsieger Tour de Hongrie
- eine Etappe Istrian Spring Trophy
- eine Etappe Griechenland-Rundfahrt

2007
- zwei Etappen Bałtyk-Karkonosze Tour
- Kärnten Viper Grand Prix
- eine Etappe und Bergwertung Ungarn-Rundfahrt
- Slowakischer Meister – Straßenrennen

2008
- 2. Thermenland Grand Prix (Ö.NAT)

2011
- Mannschaftszeitfahren Sibiu Cycling Tour